# Байге

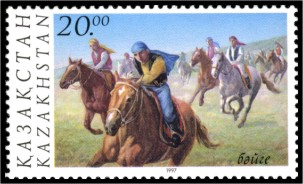
Поштова марка Казахстану «Байге», 1997

Байге (кирг. байге — нікіч приз; каз., тат. і башк. бәйге /bæjˈge/; узб. Poyga) — один із найдавніших і найпопулярніших видів кінних перегонів у багатьох тюркських народів — (алтайців, башкир, казахів, киргизів, татар і узбеків).
Байге — це перегони по пересіченій місцевості на довгу дистанцію (5-15 км, а в минулому і понад 50 км), в яких найважливішу роль відіграє тактична майстерність вершника. Зародження їх пов'язане з кочовим побутом, необхідністю підготовки коней до довгих переходів. Нині проводять на іподромах. Іноді байге проходить у формі гонитви за вершником, якому спочатку дали змогу відірватися від загальної групи.

## Види байге

### Аламан байге
Перегони по пересіченій місцевості на великі відстані. У цих перегонах беруть участь лише дорослі тварини від 3-х років і більше. Єдиного стандарту протяжності дистанції забігу немає. У Казахстані зазвичай використовується дистанція 21 і 31 кілометр. Зрідка проводяться забіги на 50 та 100 кілометрів. Даний вид перегонів розрахований виключно на витривалість коня і тому за практичним досвідом проведення аламан-байге до забігів не допускаються чистокровні скакуни цінних порід (чистокровна верхова англійська, арабська, ахалтекінська та інші). В аламан-байзі беруть участь коні лише місцевих для Казахстану та Киргизії порід.
«На перегонах кайсаки (казахи) беруть відстань зазвичай від тридцяти до п'ятдесяти верст, скакуни на цій відстані проходять версту (1067 м) у півтори хвилини, а іноді швидше — за хвилину і двадцять секунд» (Володимир Даль, з повісті «Бікей і Мауляна» ", 1836 рік). Відомості знаменитого енциклопедиста можна порівняти з відомими результатами бігів у Внутрішній Букеївській Орді в 1881 році (1 хв. 37 сек) і на «Великій Кічі-Кемінській аламан-байзі» в 1912 році (1 хв. 35 сек. — офіційний рекорд Російської імперії).

### Кунан байге
Перегони лошат — дворічок.
Байге — перегони по пересіченій місцевості у народів Середньої Азії та Казахстану. Наразі байге проводиться і на іподромах. У програму XXIII Всесоюзних змагань кіннотників колгоспів, радгоспів та кінних заводів у 1980 році, наприклад, було включено байгу на дистанцію 6000 м, у якій брали участь діти на неосідланих конях.
Аламан-байге, найбільш популярні в Казахстані та Киргизстані. Офіційно байге, тобто перегони на далекі відстані, в Казахстані кілька разів на рік проводиться на іподромі «Аламан» у селищі Кокбастау Алматинської області, іподромі «Талдикорган» у місті Талдикорган, новому іподромі в селищі Райимбек Карасайського району, а також на іподромах в інших областях Казахстану. Неофіційно ж байге організується набагато частіше, і будь-яке свято чи пам'ятна дата, чи то весілля, ювілей, чи річниця пам'яті батьків, може бути приводом для проведення байги в тому чи іншому аулі, селищі.
Байге — це традиційна національна розвага казахів, киргизів, татар, башкир, любов до якої, що називається, у крові. До того ж із загальним економічним підйомом зріс і добробут сільських жителів. Поголів'я худоби у них зростає, відповідно зростають доходи від продажу м'яса, а витрати з огляду на натуральне господарство та відсутність необхідності постійно купувати продукти досить обмежені. Куди ж витрачати накопичення, як не на організацію свят і тоїв, невід'ємною частиною яких є байга?
«Коли той чи інший сільський мешканець збирається влаштувати байгу на честь якогось свята, звістка про це дуже швидко розноситься по окрузі, — розповідає коневласник та давній любитель коней, заступник начальника ДВД Алматинської області, полковник поліції Жумахан Шортанбаєв. — Зазвичай за місяць або за 20 днів до перегонів оголошується призовий фонд. Як правило, переможцю байге дарують автомобіль. Залежно від спроможності організатора свята, це може бути і скромний „ВАЗ“, або навіть мотоцикл „Урал“, і дорога іномарка. Іноді за перше місце виставляється грошовий приз, наприклад, п'ять тисяч доларів. Є навіть люди, які заробляють участю своїх коней у байзі, і пересуваються по області з тою на той. Але, на жаль, у нас немає єдиних встановлених правил щодо того, скільки саме кілометрів має становити дистанція на байзі. Для аламан-байге (тобто перегони для дорослих коней) це може бути і 27, і 31 кілометр. Багато арабських скакунів і коней чистокровної англійської породи не витримують таких великих дистанцій. Я вважаю, що для аламан-байги цілком було б достатньо 52 кілометри, а для кунан-байги, де беруть участь молоді коні, — 9 кілометрів.»
Для власників коней участь у байзі значно простіша і доступніша, ніж у класичних європейських перегонах. Аламан-байге — це насамперед змагання на витривалість коня. А шанси коня на перемогу в основному залежать від ступеня його підготовки та здоров'я, тому брати участь у байзі можуть не лише чистокровні коні. Щоб виставити коня на байзі, не потрібні вступні внески, не потрібні паспорти тварин та докази їх племінного використання. Та й географія проведення національних змагань значно ширша і частіше, ніж гладких перегонів. Водночас, на відміну від класичних перегонів, вона викликає постійний інтерес глядачів.
А ще байге — це видовищніший захід, ніж гладкі перегони. Тридцять кілометрів аламан-байге, наприклад, на Алма-Атинському іподромі, — це 15 кіл, і глядачі в кілька разів довше, ніж на гладких перегонах, можуть уболівати, співпереживати та насолоджуватися боротьбою. Водночас, байге — більш травматичний для коней вид перегонів.